# Rina Chibany
Rina Chibany (Zahle, 1991) è una modella libanese, eletta Miss Libano 2012.

## Biografia
Rina Chibany è stata incoronata Miss Libano 2012 dalla detentrice del titolo uscente Yara Khoury Mikhael il 29 settembre 2012, durante la cerimonia che si è svolta presso il Platea Venue a Beirut. La seconda classificata al concorso è Romy Chibani, sua sorella gemella.
La modella libanese, che al momento dell'incoronazione era una studentessa di architettura d'interni, rappresenterà la propria nazione in occasione del concorso di bellezza internazionale Miss Universo 2012, che si terrà il 19 dicembre 2012 a Las Vegas.